# NilBrowser
NilBrowser（ニルブラウザ）は、PicoBrainが開発・配布を行っているIEコンポーネントを用いたタブブラウザである。軽量版であるNilBrowser-TypeRも存在する。

## 機能
グループタブ機能
タブをグループごとにまとめて表示することが出来る。これにより、タブの表示スペースを減らしたり、まとめて閉じるなどの操作が容易になる。
MDI
タブの内容を子ウインドウとして表示し、複数の画面を並べて表示することが出来る。
スーパーD&D
選択したキーワードをドラッグ&ドロップすることで、検索ボックスを使用することなく検索を実行できる。ドラッグ方向の上下左右にそれぞれ検索を割り当てることが出来る。
機能拡張
専用のプラグインやスクリプトを追加することで、ブラウザに機能を追加できる。